# Carl Ottosen
Carl Ernst Ottosen (* 19. Juli 1918 in Fredensborg; † 8. Januar 1972 in Sæby) war ein dänischer Schauspieler, Regisseur, Drehbuchautor und Synchronsprecher.

## Leben und Wirken
Carl Ottosen wuchs als Sohn von Ernst Ottosen (1880–1943) und seiner Frau Louise Nebelong (1881–1927) gemeinsam mit drei Schwestern und zwei Brüdern in Fredensborg auf.
Nach seinem Schulabschluss absolvierte er von 1936 bis 1940 seine Schauspielausbildung an der Eleveskole des Königlichen Theaters Kopenhagen, wo er als Darsteller auch sein Bühnendebüt hatte. Von 1941 bis 1946 war er am Odense Teater als festes Ensemblemitglied engagiert. Anschließend war er an verschiedenen Theatern als Bühnendarsteller tätig, so auch am Folketeatret, am Aarhus Teater oder am Theater Helsingør.
Von 1947 bis 1972 wirkte Ottosen als Schauspieler vor der Kamera in mehr als 80 Film-und-Fernsehproduktionen mit. Neben zahlreichen Rollen im komödiantischen Fach spielte er auch mehrere ernste Rollen. Als Regisseur übernahm er bei sechs Spielfilmen die Leitung. Er war auch als Drehbuchautor für Filme und Serien tätig. Ottosen war zudem als Synchronsprecher aktiv und lieh dabei in der dänischen Version unter anderem der Figur Obelix in einigen Asterix-Filmen oder Kapitän Haddock in Tim und Struppi seine Stimme.
Ottosen war in erster Ehe vom 12. Dezember 1942 bis 1948 mit der Schauspielerin Tove Maës verheiratet. Die Ehe blieb kinderlos. In zweiter Ehe war er ab dem 12. Mai 1953 bis zu seinem Tod mit der Tänzerin Hanne Thuris (1934–1973) verheiratet. Aus der Ehe ging der Sohn Svend Mikkel Ottosen (1954–2017) hervor. Carl Ottosen starb am 8. Januar 1972 im Alter von 53 Jahren an den Folgen eines Herzinfarkts. Seine Grabstätte befindet sich auf dem Kopenhagener Vestre Kirkegård.

## Filmografie (Auswahl)
- 1959: Der Frosch mit der Maske
- 1961: Reptilicus
- 1964: Jungfernstreich
- 1964: Blindgänger vom Dienst
- 1965: Die Flottenpflaume
- 1966: Zieh’ dich an, Komtesse
- 1966: Slap af, Frede!
- 1970: Vier tolle Jungs der Prärie (als Regisseur)
- 1971: Guld til præriens skrappe drenge